# Championnat du Paraguay de football 1927
Navigation
Édition précédente Édition suivante
La 20e édition du championnat du Paraguay de football est remportée par le Club Olimpia. C’est le cinquième titre de champion du club. Olimpia l’emporte avec 3 points d’avance sur Club Nacional. Club Libertad complète le podium.
Comme souvent pour les saisons du championnat amateur, les résultats complets ne sont pas connus. 
La deuxième division est remportée par l’équipe de Atlántida Sport Club qui réintègre la première division. 

## Les clubs de l'édition 1927
| \| Asuncion: · Olimpia · Nacional · Sol de América · Guaraní · Cerro Porteño · River Plate · Rubio Ñu · Sportivo Luqueño Asuncion Club Presidente Hayes \| Localisation des clubs engagés dans le championnat. |
| Asuncion: · Olimpia · Nacional · Sol de América · Guaraní · Cerro Porteño · River Plate · Rubio Ñu · Sportivo Luqueño Asuncion Club Presidente Hayes                                                           |

| Club                  | Stade | Capacité | Ville            |
| --------------------- | ----- | -------- | ---------------- |
| Club Cerro Porteño    | -     | -        | Asuncion         |
| Club Guaraní          | -     | -        | Asuncion         |
| Club Libertad         | -     | -        | Asuncion         |
| Club Nacional         | -     | -        | Asuncion         |
| Club Olimpia          | -     | -        | Asuncion         |
| Club Presidente Hayes | -     | -        | Presidente Hayes |
| Club River Plate      | -     | -        | Asuncion         |
| Club Rubio Ñu         | -     | -        | Asuncion         |
| Club Sol de América   | -     | -        | Asuncion         |
| Sportivo Luqueño      | -     | -        | Asuncion         |

## Compétition

### Classement
| Rang | Équipe                | Pts | J  | G | N | P  | Bp | Bc | Diff |
| ---- | --------------------- | --- | -- | - | - | -- | -- | -- | ---- |
| 1    | Club Olimpia          | 24  | 18 | . | . | .  | .  | .  | 0    |
| 2    | Club Nacional (T)     | 21  | 18 | . | . | .  | .  | .  | 0    |
| 3    | Club Libertad         | 21  | 18 | . | . | .  | .  | .  | 0    |
| 4    | Club Cerro Porteño    | 19  | 18 | . | . | .  | .  | .  | 0    |
| 5    | Sportivo Luqueño      | 17  | 18 | . | . | .  | .  | .  | 0    |
| 6    | Club River Plate      | 16  | 18 | . | . | .  | .  | .  | 0    |
| 7    | Club Sol de América   | 16  | 18 | . | . | .  | .  | .  | 0    |
| 8    | Club Presidente Hayes | 16  | 18 | . | . | .  | .  | .  | 0    |
| 9    | Club Guaraní          | 15  | 18 | . | . | .  | .  | .  | 0    |
| 10   | Club Rubio Ñu (P)     | 13  | 18 | 5 | 3 | 10 | 28 | 33 | -5   |

| Légende : Qualifications et relégations | Légende : Qualifications et relégations |
| --------------------------------------- | --------------------------------------- |
|                                         | Champion du Paraguay                    |
|                                         | Relégation en deuxième division         |
|                                         | (T) : Tenant du titre (P) : Promus      |

## Bilan de la saison
| Championnat du Paraguay de football 1927                             |                         |
| Champion                                                             | Club Olimpia (5e titre) |
| Promotions et relégations                                            |                         |
| Promus en Primera División                                           | Atlántida Sport Club    |
| Relégués en Championnat du Paraguay de football de deuxième division | Club Rubio Ñu           |